# Partido del Joven Egipto
El Partido del Joven Egipto (en árabe: Hizb Misr El-Fatah‎: حزب مصر الفتاة) es un pequeño partido político egipcio, con unos 225 miembros.

## Plataforma
La plataforma del partido propugna:
- Establecer un sistema de gobierno parlamentario/presidencial.
- Fortalecer las relaciones egipcio-árabes.
- Lograr la integración con otros países africanos.
- Adoptar políticas de corte no alineado.
- Establecer el llamado sistema económico socialista islámico y potenciar el rol del sector privado.

El partido presentó siete candidaturas en las elecciones parlamentarias de 2000 en Egipto.

## Historia
El partido fue formado en octubre de 1933 por su dirigente: Ahmed Husayn. Durante su apogeo en los años 30, el movimiento fascista del Joven Egipto disponía de una rama juvenil denominada "Camisas Verdes", quienes tuvieron violentos enfrentamientos con los "camisas azules" del Partido Wafd. Uno de sus miembros incluso trató de asesinar a Mustafa el-Nahas Pasha en noviembre de 1937. Bajo la presión del gobierno, los "camisas verdes" fueron desbandados en 1938. En 1940, el grupo se rebautizó como Partido Nacionalista Islámico, adoptando una orientación más religiosa y antibritánica. Después de la guerra nuevamente cambió su nombre a "Partido Socialista de Egipto". El único éxito electoral ocurrió cuando envió al parlamento a Ibrahim Shukri, su videpresidente, en 1951. Sin embargo, el gobierno militar que llegó al poder However en la Revolución de Egipto de 1952 lo disolvió en 1953, junto a todos los demás partidos.
Ibriham Shukri formó un group, el Partido Laborista Socialista en 1978, que - pese a su nombre - adoptó en gran parte la ideología populista y nacionalista del Joven Egipto. Su órgano de prensa era Al-Sha'ab (El Pueblo).
Otro grupo "Joven Egipto", este conservando el nombre original, fue fundado en 1990, siendo encabezado por Abdallah Rushdi.